# Song Xiaozong
Song Xiaozong (zijn persoonlijke naam was Zhao Shen) (1127 - 1194) was keizer van de Chinese Song-dynastie (960-1279). Hij regeerde van 1162 tot 1189.